# Veerdienst Nieuwer ter Aa

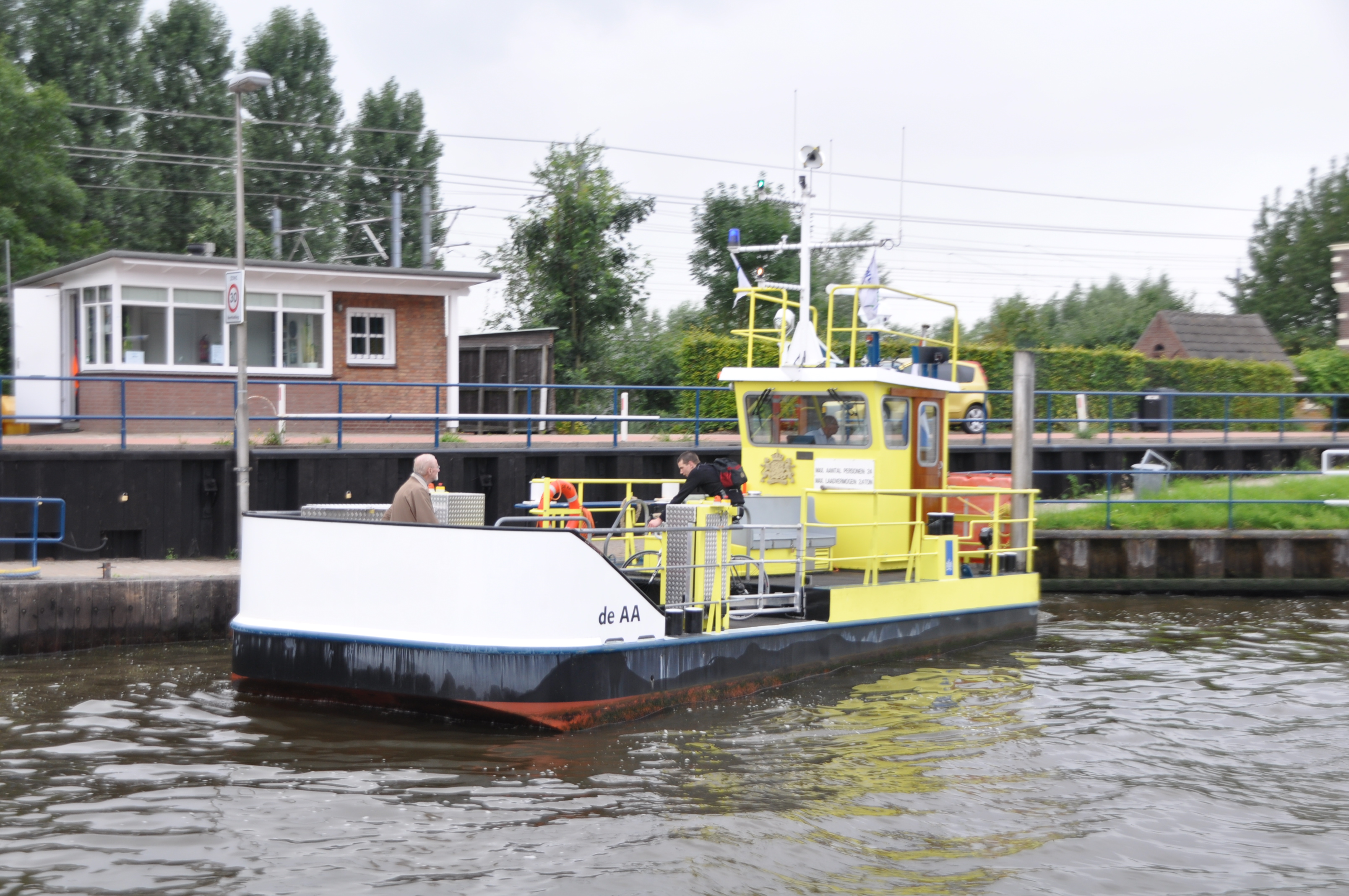
Veerpont de Aa gebruikt de ondiepe haventjes van de voormalige veerwagen

De Veerdienst Nieuwer ter Aa is een veerdienst over het Amsterdam-Rijnkanaal, tussen Nieuwer ter Aa aan de westzijde en Breukelen/Nieuwersluis aan de oostzijde. Voor het huidige fiets-en-voetveer waren er ongeveer op deze plaats diverse andere diensten: een overzet per roeiboot over de Keulsche Vaart, een dienst met veerwagens en een veerboot die ook zwaarder verkeer aankon.
Die laatste is op 4 augustus 1892 in gebruik genomen toen de Keulsche Vaart als onderdeel van het toenmalig Merwedekanaal van het Noordzeekanaal tot de Lek voor de scheepvaart werd opengesteld. Oorspronkelijk werd een pont ingezet die voertuigen, mensen en vee kon vervoeren, later konden enkel voetgangers en (brom)fietsen nog over.
De noodzaak voor een pontverbinding was ontstaan doordat het Merwedekanaal de Honderdsche polder en de polder Breukelerwaard zou doorsnijden en dus de verbindingen tussen de westelijke en de oostelijke delen van de polders zouden worden verbroken. Zo werd niet alleen de Ter Aascheweg, maar ook de Stadswetering onderbroken.
Ten tijde van ingebruikneming werd rekening gehouden met militair gebruik. Zo konden gelijktijdig worden overgezet:
- 85 bepakte militairen; of
- 15 paarden met geleiders; of
- 1 kanon met bespanning van 6 paarden en voorts 2 paarden met geleiders; of
- 2 voertuigen met 1 of 2 paarden; of 1 voertuig met 4 paarden.

De bediening van de pont geschiedde van rijkswege te allen tijde, zowel bij dag als bij nacht, kosteloos volgens de overeenkomst met het waterschap Breukelerwaard. De overtocht is gratis gebleven en er wordt gevaren van 6.10 tot 22.50 uur en op zondag van 9.30 tot 18.30 uur, behalve bij dichte mist of stormachtige wind. Er wordt gevaren als de schipper iemand ziet, dus niet op dienstregeling. De schipper heeft een dienstwoning aan de westoever en daar legt de pont aan als er geen passagiers zijn. Aan de oostoever is een bel aanwezig is om de schipper te waarschuwen.

## Pontveer
De oude pont over het Merwedekanaal was een kabelpont, die met behulp van een windwerk en een kabel door één man in 2 1/2 à 3 minuten kon worden overgevaren.
De dienst wordt onderhouden met een vrijvarende veerpont, genaamd de Aa, een snelle en stabiele pont van 10,55 x 4,07 meter. Alle techniek is dubbel uitgevoerd: de motoren, de bediening en de elektriciteit. De pont is eigendom van Rijkswaterstaat en wordt sinds 2003 particulier geëxploiteerd.
In 2022 bracht de gemeente Stichtse Vecht naar buiten dat er overleg was met Rijkswaterstaat over de opheffing van de veerdienst,die al zo'n 130 jaar wordt onderhouden.

## Ongeluk

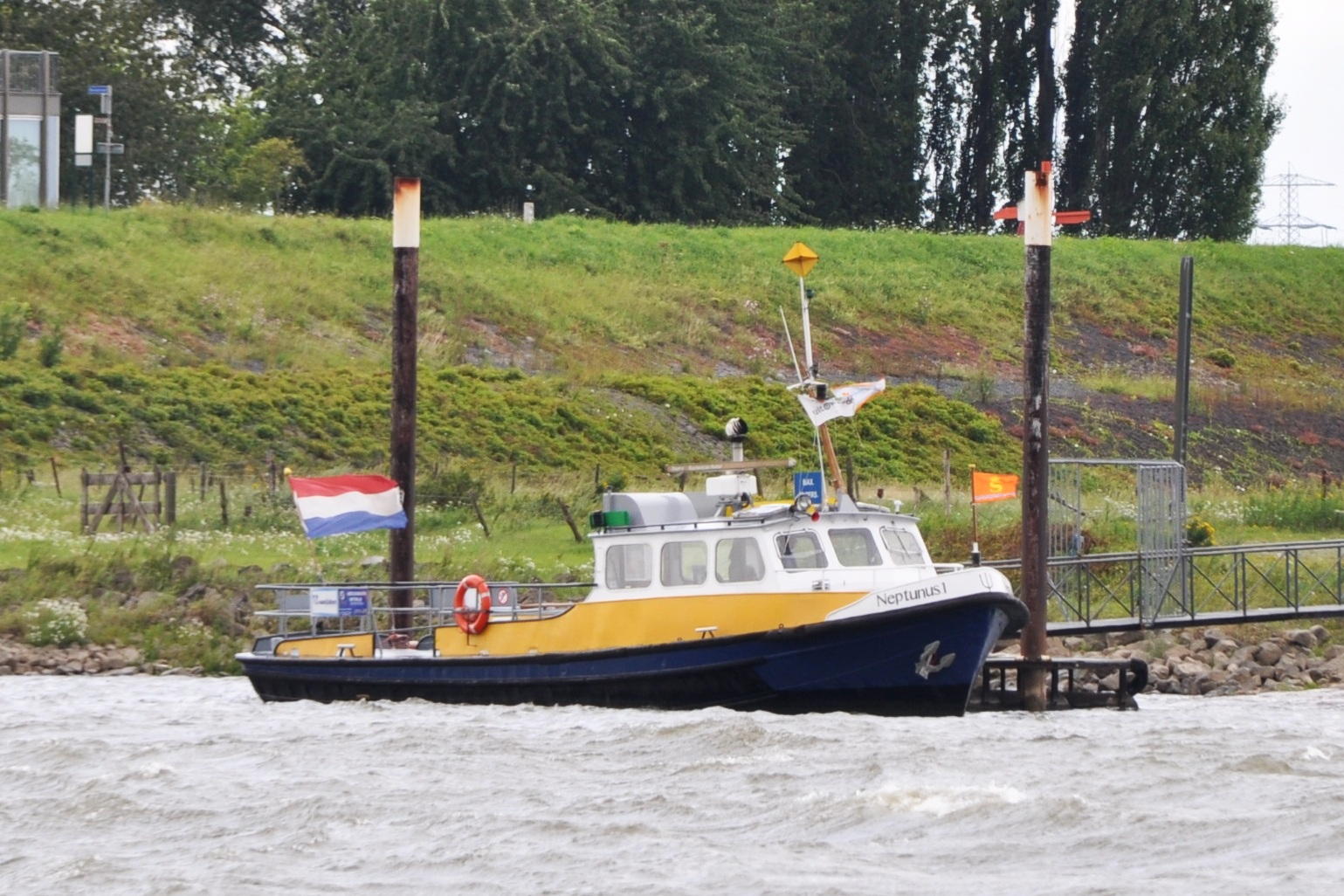
Vanaf donderdag 11 november 2010 tijdelijk vervangen door de Neptunus 1

Vrijdag 22 oktober 2010 is rond 7 uur 's morgens de schipper van De AA, Henk Plomp (1954), om het leven gekomen bij een aanvaring met het Duitse vrachtschip Stad Fürth uit Duisburg. Het schip heeft de pont precies in het midden geraakt. Door de snelheid van het schip is de pont gekanteld en onder water gedrukt, maar wel blijven drijven. Het kon later vrij eenvoudig naar de oever worden getrokken en rechtop worden gezet. De pont kwam net terug van de werf. Dinsdag 15 maart 2011 was de veerpont weer volgens de normale dienstregeling in de vaart. Naast de reparatie naar aanleiding van de aanvaring zijn er aanpassingen aan het hekwerk geweest en een extra deur, grotere ramen en een milieuvriendelijke motor geïnstalleerd. Uit het onderzoek van de Onderzoeksraad Voor Veiligheid kwam naar voren dat er geen structurele veiligheidstekorten waren gevonden die tot aanbevelingen zouden kunnen leiden.
In november 2022 is de Tweede Kamer met ruime meerderheid een motie aangenomen over het vooralsnog behouden van de veerpont.